# Tannheim
Tannheim é um município da Alemanha, no distrito de Biberach, na região administrativa de Tubinga, estado de Baden-Württemberg.

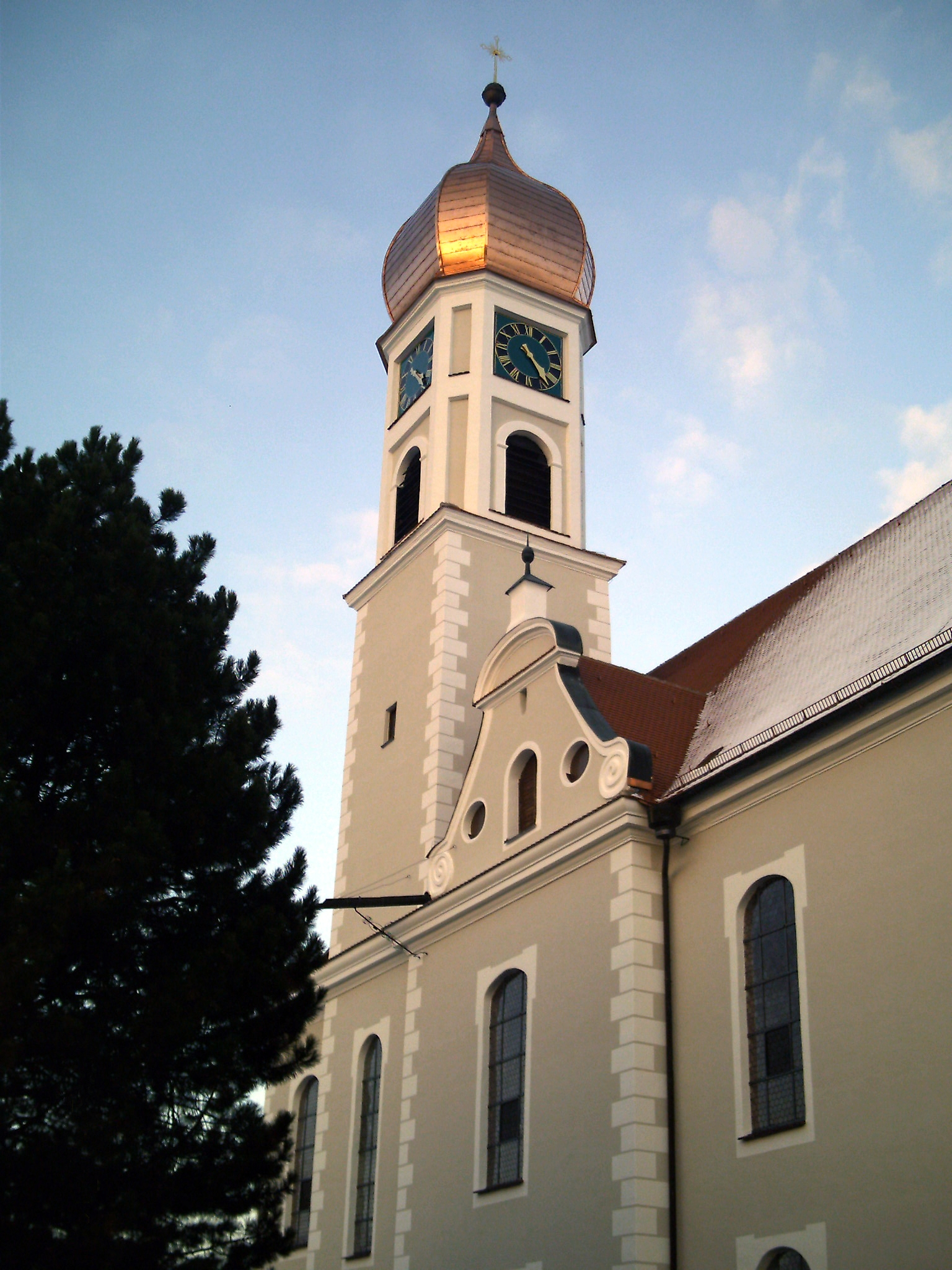
St. Martino Igreja Católica Romana